# Personer i Sverige födda i Thailand
Till personer i Sverige födda i Thailand räknas personer som är folkbokförda i Sverige och som har sitt ursprung i Thailand. Enligt Statistiska centralbyrån fanns det 2017 i Sverige sammanlagt cirka 41 200 personer födda i Thailand. 2019 bodde det i Sverige sammanlagt 63 899 personer som antingen själva var födda i Thailand eller hade minst en förälder som var det.

## Historik
Från 1969 till 2002 adopterades 1680 thailändska barn till Sverige.
Många thailändare är eller har varit säsongsarbetare som bland annat bärplockare. Under 2000-talets första decennium har allt fler thailändska kvinnor flyttat till Sverige genom äktenskapsmigration, och under 2009 beviljades 1 875 thailändskor uppehållstillstånd efter att ha inlett en relation med en svensk man.

## Svenskar med thailändsk bakgrund
Den 31 december 2014 fanns 16 536 personer födda i Sverige med thailändsk bakgrund eller ursprung (enligt Statistiska centralbyråns definition):
- Personer födda i Sverige med båda föräldrarna födda i Thailand: 995
- Personer födda i Sverige med fadern född i Thailand och modern i ett annat utländskt land: 245
- Personer födda i Sverige med modern född i Thailand och fadern i ett annat utländskt land: 1 495
- Personer födda i Sverige med fadern född i Thailand och modern i Sverige: 1 355
- Personer födda i Sverige med modern född i Thailand och fadern i Sverige: 12 446

Den 31 december 2014 fanns 38 129 personer i Sverige som var födda i Thailand, varav 8 283 män (21,7 %) och 29 846 kvinnor (78,3 %). Motsvarande siffra för den 31 december 2000 var 10 353, varav 2 646 män (25,6 %) och 7 707 kvinnor (74,4 %).
Den 31 december 2014 fanns 17 671 personer i Sverige med thailändskt medborgarskap, varav 3 610 män (20,4 %) och 14 061 kvinnor (79,6 %).

## Åldersfördelning
Åldersfördelningen bland personer födda i Thailand folkbokförda i Sverige. Siffror från SCB enligt den 31 december 2014:
- 0–14 år: 4 052 (10,6 %)
- 15–64 år: 33 662 (88,3 %)
- 65 år och äldre: 415 (1,1 %)

## Historisk utveckling

### Födda i Thailand
| Personer i Sverige födda i Thailand 1950–2024 | Personer i Sverige födda i Thailand 1950–2024 | Personer i Sverige födda i Thailand 1950–2024 | Personer i Sverige födda i Thailand 1950–2024 | Personer i Sverige födda i Thailand 1950–2024 |
| --- | --------------------------------------------- | --------------------------------------------- | --------------------------------------------- | --------------------------------------------- |
| |                                               |                                               |                                               |                                               |
| År |                                               |                                               | Folkmängd                                     |                                               |
| 1950 | 1950                                          |                                               | 13                                            |                                               |
| 1960 | 1960                                          |                                               | 20                                            |                                               |
| 1970 | 1970                                          |                                               | 105                                           |                                               |
| 1980 | 1980                                          |                                               | 2 055                                         |                                               |
| 1990 | 1990                                          |                                               | 4 934                                         |                                               |
| 2000 | 2000                                          |                                               | 10 353                                        |                                               |
| 2001 | 2001                                          |                                               | 11 185                                        |                                               |
| 2002 | 2002                                          |                                               | 12 375                                        |                                               |
| 2003 | 2003                                          |                                               | 14 294                                        |                                               |
| 2004 | 2004                                          |                                               | 16 281                                        |                                               |
| 2005 | 2005                                          |                                               | 18 277                                        |                                               |
| 2006 | 2006                                          |                                               | 20 524                                        |                                               |
| 2007 | 2007                                          |                                               | 22 926                                        |                                               |
| 2008 | 2008                                          |                                               | 25 858                                        |                                               |
| 2009 | 2009                                          |                                               | 28 739                                        |                                               |
| 2010 | 2010                                          |                                               | 31 378                                        |                                               |
| 2011 | 2011                                          |                                               | 33 613                                        |                                               |
| 2012 | 2012                                          |                                               | 35 554                                        |                                               |
| 2013 | 2013                                          |                                               | 36 974                                        |                                               |
| 2014 | 2014                                          |                                               | 38 129                                        |                                               |
| 2015 | 2015                                          |                                               | 38 792                                        |                                               |
| 2016 | 2016                                          |                                               | 39 877                                        |                                               |
| 2017 | 2017                                          |                                               | 41 240                                        |                                               |
| 2018 | 2018                                          |                                               | 42 394                                        |                                               |
| 2019 | 2019                                          |                                               | 43 556                                        |                                               |
| 2020 | 2020                                          |                                               | 44 339                                        |                                               |
| 2021 | 2021                                          |                                               | 45 109                                        |                                               |
| 2022 | 2022                                          |                                               | 45 631                                        |                                               |
| 2023 | 2023                                          |                                               | 45 940                                        |                                               |
| 2024 | 2024                                          |                                               | 45 882                                        |                                               |
| Anm.: Befolkning den 31 december respektive år förutom åren 1960 och 1970 som avser förhållandet den 1 november och år 1980 som avser förhållandet den 15 september. |                                               |                                               |                                               |                                               |